# Навахо (народ)

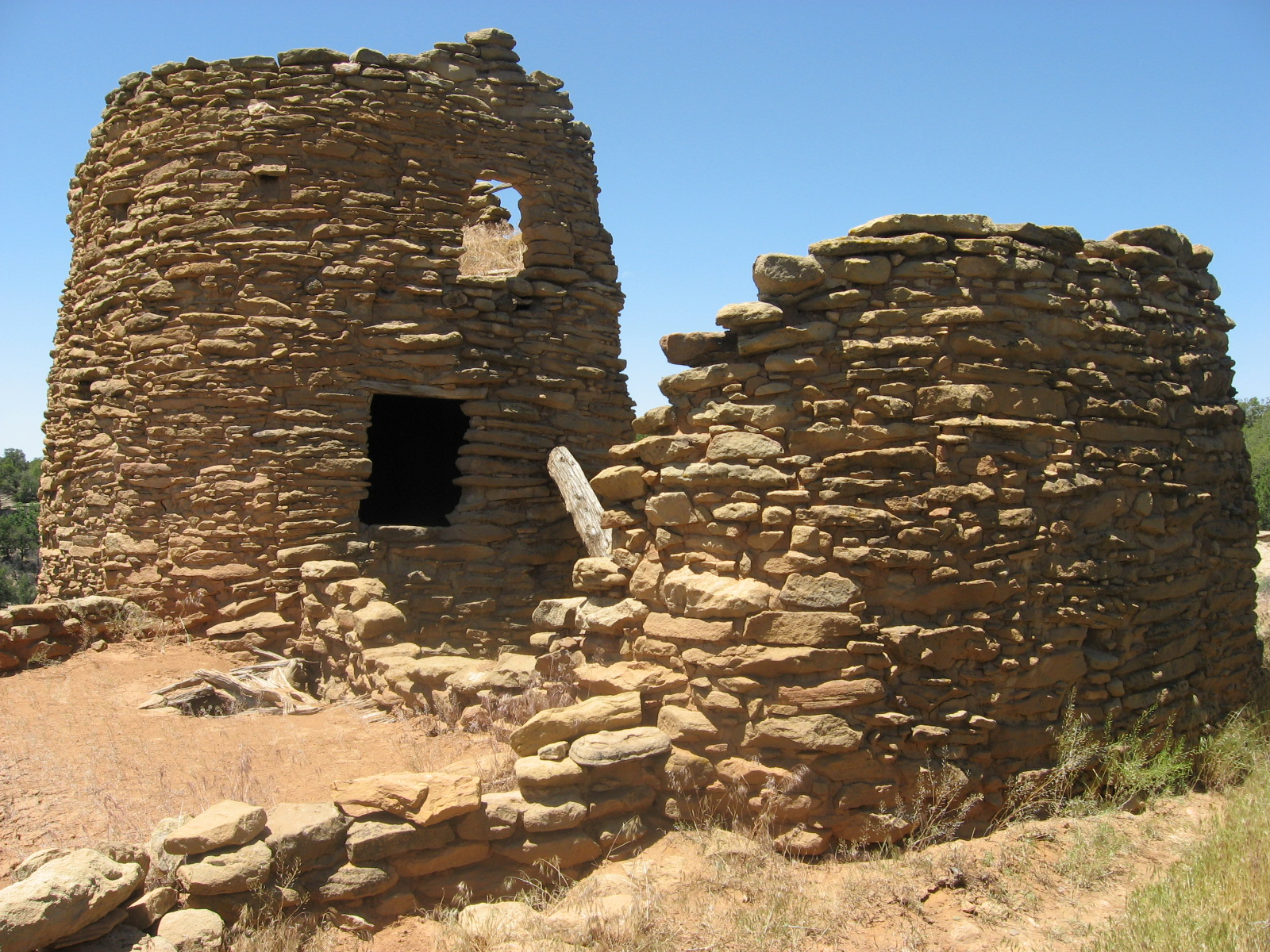
«Пуебліто» — фортеці, які навахо будували у XVII—XVIII столітті, наслідуючи фортецям древніх пуебло, що раніше мешкали у тих же місцях. Френсіс-Каньйон (Frances Canyon), штат Нью-Мексико.

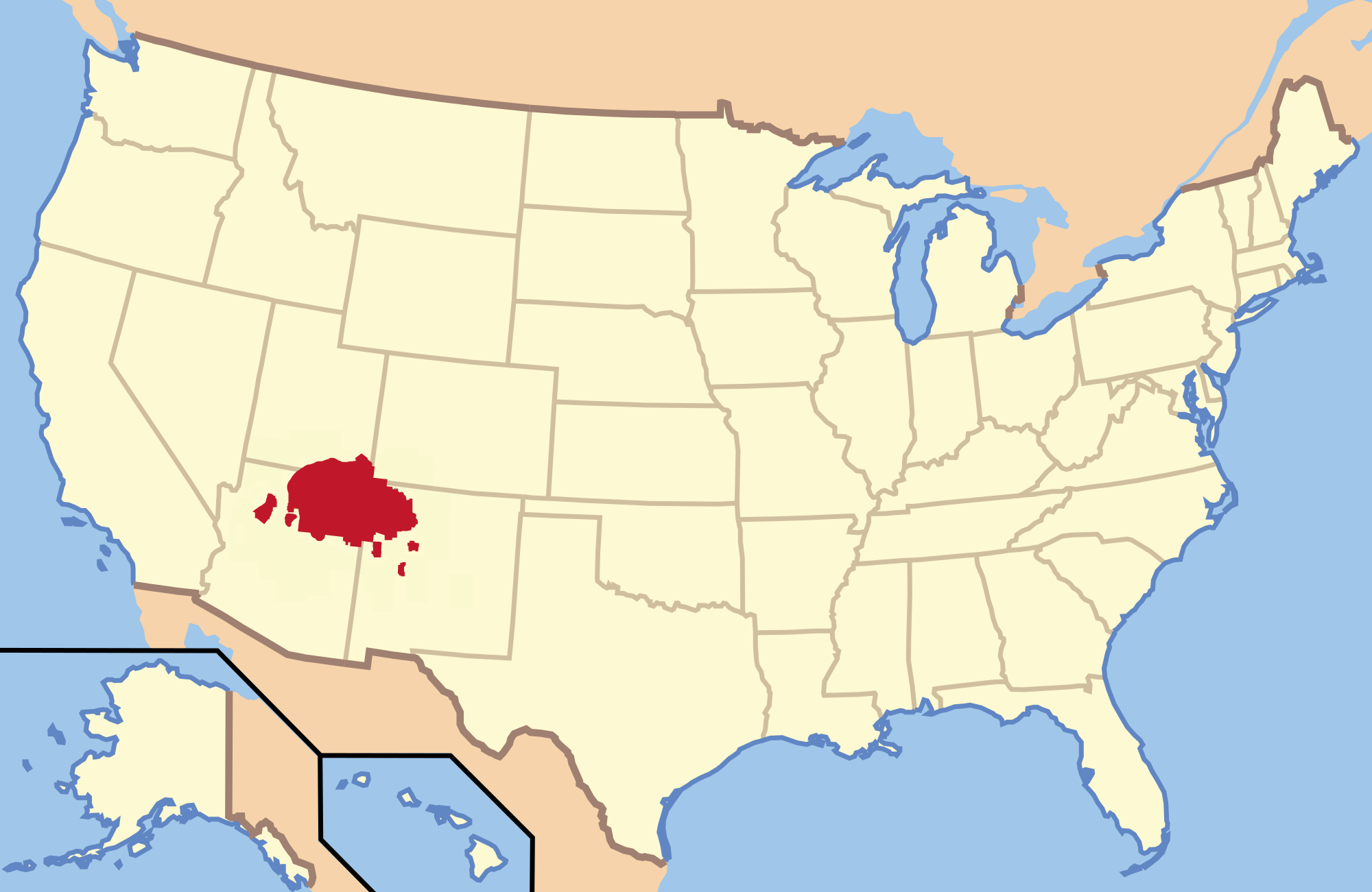

Навахо, або навахи (самоназва — дене, діне, самоназва території проживання навахо — Дінета) — індіанський народ, що проживає, головним чином, на території США. Мова навахо належить до атабаскських мов. Навахо — найчисленніший індіанський народ Північної Америки — близько 250 тисяч осіб (2006).

## Історія
Згідно з археологічними даними, проникнення на теперішню територію проживання на південному  заході США датується XIV ст.н.е, коли відкололися від Атабасків Канади. Від місцевих осілих тубільців південного заходу США перейняли культуру землеробства, практикуючи в невеликих масштабах в спрощеному вигляді, як доповнення до збиральництва та полювання , в часи іспанського колоніалізму освоїли скотарство, яке стало основним для багатьох автономних груп, розширились ремесла ;ткацтво, гончарство та інші. Досі на північне походження навахо, вказує не тільки мова, а й інші культурні традиції.
Наприкінці XVII — початку XVIII століть на територію навахо, рятуючись від іспанців, біжать представники племен пуебло. Це призводить до того, що навахо запозичують ряд традицій пуебло, зокрема, починають споруджувати фортеці-пуебліто, що нагадують фортеці древніх пуебло. Пуебліто служать для захисту як від іспанців, так і від набігів ютів і команчів. Традиційні житла навахо — хогани — являють собою споруди з колод, обмазані глиною.
До XIX століття тривав поступовий розпад первісно-общинного ладу; при цьому навахо зберігали незалежність від іспанських колонізаторів і (пізніше) мексиканської влади. Втратили незалежність після захоплення США у 1848 році південно-західної частини Північної Америки; у 1860-х поселені в резерваціях (на території штатів Аризона, Нью-Мексико і Юта; при цьому індіанцям землі).
Історичні землі навахо відомі під назвою Дінета або Дінетах. На даний час більшість індіанців навахо (близько 60 % від загальної кількості) проживають на території напівавтономної резервації, відомої як Нація навахо. Її територія повністю оточує землі нечисленного народу Хопі. Оскільки Хопі підтримують активні контакти із зовнішнім світом, це стає причиною частих конфліктів між ними та навахо за землі та пов'язані з ними права. Попри неодноразові спроби, Конгрес США поки не зміг вирішити конфлікт між навахо і Хопі.

### Життєдіяльність
В сучасний час, основним заняттям народу навахо є скотарство, також поширені різноманітні ремесла. Навахо беруть активну участь у русі за поліпшення життя індіанців. Більшість віруючих — християни, які є послідовниками синкретичних культів.
На початку 2024 року, перед запуском приватною космічною компанією Astrobotic Technology космічного апарата на Місяць, місія була рішуче засуджена народом навахо, оскільки посадковий місячний модуль «Peregrine» перевозив корисні вантажі від меморіальних космічних компаній, які містили людські останки та ДНК. Президент народу навахо Буу Нігрен звернувся у відкритому листі до NASA, в якому зазначив, що відправка людських останків на Місяць була «рівнозначною оскверненню цього священного простору».